# Regina Maria Roche
Regina Maria Roche (1764-1845) est une romancière anglaise.

## Biographie
Elle est née sous le nom de Regina Maria Dalton à Waterford, en Irlande, en 1764,. Son père, Blundel Dalton, était capitaine dans le 40e régiment britannique. 
Sa famille s'installe à Dublin. Après avoir épousé Ambrose Roche en 1794, elle s'installe en Angleterre. L’essentiel de sa production littéraire se fait en Angleterre. 
Elle est considérée aujourd'hui comme une romancière mineure, auteur de romans gothiques qui ne jouissent pas de la popularité de ceux d'Ann Radcliffe. C'est oublier qu'elle fut un auteur à succès et que son troisième roman, The Children of the Abbey, fut en son temps aussi populaire que Les Mystères d'Udolphe.
The Children of the Abbey est un roman gothique sentimental avec une intrigue amoureuse. Clermont est le seul roman dans lequel Roche se soit astreinte à suivre les règles du genre gothique, et il contient des éléments effectivement beaucoup plus proches du roman d'horreur que ses autres ouvrages, avec une héroïne persécutée, un père au passé mystérieux qu'un inconnu menace de révéler si la tendre héroïne refuse de l'épouser, des brigands, de la violence, une crypte gothique. Les deux romans ont été réédités plusieurs fois et traduits en français et en espagnol. Clermont est l'un des romans que Jane Austen parodie de façon satirique dans L'Abbaye de Northanger.
Après la mort de son mari en 1829, elle revient en Irlande, à Waterford. Après des épisodes de dépression, Regina Maria Roche meurt dans sa ville natale à l'âge de 81 ans.